# Quận Glades, Florida
Quận Glades là một quận thuộc tiểu bang Florida, Hoa Kỳ. Quận lỵ đóng ở Moore Haven6. 
Dân số theo điều tra năm 2010 của Cục điều tra dân số Hoa Kỳ là 12884 người.

## Địa lý
Theo Cục điều tra dân số Hoa Kỳ, quận này có diện tích 2560 km2, trong đó có 470 km2 là diện tích mặt nước.